# Schweizer Meisterschaften im Biathlon 2019
Die Schweizer Meisterschaften im Biathlon 2019 fanden am 30. und 31. März 2019 auf der Notschrei-Loipe im Schwarzwald statt. Sowohl für Männer als auch für Frauen wurden Wettkämpfe im Sprint und im Massenstart ausgetragen. Die Titelkämpfe bildeten zusammen mit dem Finale des Leonteq Biathlon Cups den Saisonabschluss.

## Männer
Da der Anlass sowohl Schweizer Meisterschaft als auch Belgische Meisterschaft war, nahmen Personen aus verschiedenen Staaten teil. Bei den Männern wurde Florent Claude aus Belgien Zweiter im Massenstart und Erster im Sprint. 

### Sprint 10 km
| \| Platz \| Starter \| Verein \| Zeit \| Schießfehler \| \| ----- \| -------------- \| ----------- \| ------- \| ------------ \| \| 1 \| Benjamin Weger \| SC Obergoms \| 26:05,3 \| 0+1 \| \| 2 \| Jeremy Finello \| SC Obergoms \| 26:32,6 \| 0+0 \| \| 3 \| Mario Dolder \| SAS Bern \| 26:51,7 \| 0+2 \| | Datum: 30. März 2019 |             |         |              |
| Platz | Starter              | Verein      | Zeit    | Schießfehler |
| 1 | Benjamin Weger       | SC Obergoms | 26:05,3 | 0+1          |
| 2 | Jeremy Finello       | SC Obergoms | 26:32,6 | 0+0          |
| 3 | Mario Dolder         | SAS Bern    | 26:51,7 | 0+2          |

#### Junioren
| Platz | Starter           | Verein            | Zeit    | Schießfehler |
| ----- | ----------------- | ----------------- | ------- | ------------ |
| 1     | Sebastian Stalder | SC am Bachtel     | 27:00,4 | 1+0          |
| 2     | Sandro Bovisi     | ST Bern           | 27:32,8 | 0+0          |
| 3     | Nico Salutt       | SC Sarsura Zernez | 28:28,7 | 2+1          |

#### Jugend (2000 und jünger)
| Platz | Starter              | Verein      | Zeit    | Schießfehler |
| ----- | -------------------- | ----------- | ------- | ------------ |
| 1     | Aurel Dittli         | SC Ibach    | 23:21,3 | 0+1          |
| 2     | Valentin Dauphin     | Bex         | 23:45,7 | 1+2          |
| 3     | Florian Imwinkelried | SC Obergoms | 23:56,9 | 0+3          |

### Massenstart 15 km
| \| Platz \| Starter \| Verein \| Zeit \| Schießfehler \| \| ----- \| ----------------- \| ------------- \| ------- \| ------------ \| \| 1 \| Benjamin Weger \| SC Obergoms \| 39:01,8 \| 0+1+1+0 \| \| 2 \| Jeremy Finello \| SC Obergoms \| 40:49,8 \| 3+1+1+0 \| \| 3 \| Joscha Burkhalter \| SC Zweisimmen \| 41:50,1 \| 0+1+1+1 \| | Datum: 31. März 2019 |               |         |              |
| Platz | Starter              | Verein        | Zeit    | Schießfehler |
| 1 | Benjamin Weger       | SC Obergoms   | 39:01,8 | 0+1+1+0      |
| 2 | Jeremy Finello       | SC Obergoms   | 40:49,8 | 3+1+1+0      |
| 3 | Joscha Burkhalter    | SC Zweisimmen | 41:50,1 | 0+1+1+1      |

#### Junioren
| Platz | Starter           | Verein        | Zeit    | Schießfehler |
| ----- | ----------------- | ------------- | ------- | ------------ |
| 1     | Sebastian Stalder | SC am Bachtel | 40:57,8 | 1+2+1+1      |
| 2     | Niklas Hartweg    | SC Einsiedeln | 42:47,4 | 3+2+2+1      |
| 3     | Laurin Fravi      | Bual Lantsch  | 43:31,0 | 2+1+1+2      |

#### Jugend (2000 und jünger)
| Platz | Starter       | Verein             | Zeit    | Schießfehler |
| ----- | ------------- | ------------------ | ------- | ------------ |
| 1     | Yanis Keller  | SC Einsiedeln      | 33;46,4 | 2+1+1+0      |
| 2     | Aurel Dittli  | SC Ibach           | 34:17,4 | 0+0+2+1      |
| 3     | Lars Rietveld | SC Schwendi-Langis | 34:29,5 | 0+0+0+1      |

## Frauen

### Sprint 7,5 km
| \| Platz \| Starter \| Verein \| Zeit \| Schießfehler \| \| ----- \| --------------- \| ------------------- \| ------- \| ------------ \| \| 1 \| Selina Gasparin \| SC Gardes-Frontière \| 23:37,0 \| 1+1 \| \| 2 \| Lena Häcki \| Nordic Engelberg \| 24:03,8 \| 1+2 \| \| 3 \| Aita Gasparin \| SC Gardes-Frontière \| 24:46,9 \| 0+2 \| | Datum: 30. März 2019 |                     |         |              |
| Platz | Starter              | Verein              | Zeit    | Schießfehler |
| 1 | Selina Gasparin      | SC Gardes-Frontière | 23:37,0 | 1+1          |
| 2 | Lena Häcki           | Nordic Engelberg    | 24:03,8 | 1+2          |
| 3 | Aita Gasparin        | SC Gardes-Frontière | 24:46,9 | 0+2          |

#### Juniorinnen
| Platz | Starter           | Verein             | Zeit    | Schießfehler |
| ----- | ----------------- | ------------------ | ------- | ------------ |
| 1     | Amy Baserga       | SC Einsiedeln      | 24:49,3 | 2+0          |
| 2     | Flavia Barmettler | SC Schwendi-Langis | 27:05,9 | 1+3          |
| 3     | Annatina Bieri    | SSC Riehen         | 27:24,9 | 0+1          |

#### Jugend (2000 und jünger)
| Platz | Starter         | Verein        | Zeit    | Schießfehler |
| ----- | --------------- | ------------- | ------- | ------------ |
| 1     | Yara Burkhalter | SC Zweisimmen | 18:34,4 | 0+0          |
| 2     | Lea Meier       | SC Davos      | 18:37,5 | 0+3          |
| 3     | Selina Stalder  | SC am Bachtel | 20:27,4 | 1+1          |

### Massenstart 12,5 km
| \| Platz \| Starter \| Verein \| Zeit \| Schießfehler \| \| ----- \| ----------------- \| ------------------- \| ------- \| ------------ \| \| 1 \| Selina Gasparin \| SC Gardes-Frontière \| 43:49,1 \| 1+0+1+2 \| \| 2 \| Ladina Meier-Ruge \| SC Obergoms \| 44:00,5 \| 0+0+0+0 \| \| 3 \| Susi Meinen \| SC Zweisimmen \| 44:13,5 \| 1+1+1+0 \| | Datum: 31. März 2019 |                     |         |              |
| Platz | Starter              | Verein              | Zeit    | Schießfehler |
| 1 | Selina Gasparin      | SC Gardes-Frontière | 43:49,1 | 1+0+1+2      |
| 2 | Ladina Meier-Ruge    | SC Obergoms         | 44:00,5 | 0+0+0+0      |
| 3 | Susi Meinen          | SC Zweisimmen       | 44:13,5 | 1+1+1+0      |

#### Juniorinnen
| Platz | Starter        | Verein        | Zeit    | Schießfehler |
| ----- | -------------- | ------------- | ------- | ------------ |
| 1     | Amy Baserga    | SC Einsiedeln | 32:47,6 | 1+2+2+0      |
| 2     | Aline König    | SSC Riehen    | 35:37,9 | 2+0+0+1      |
| 3     | Annatina Bieri | SSC Riehen    | 35:53,9 | 3+0+0+1      |

#### Jugend (2000 und jünger)
| Platz | Starter          | Verein             | Zeit    | Schießfehler |
| ----- | ---------------- | ------------------ | ------- | ------------ |
| 1     | Lea Meier        | SC Davos           | 30:29,8 | 0+0+0+1      |
| 2     | Lorena Wallimann | SC Schwendi-Langis | 31:15,4 | 1+0+0+0      |
| 3     | Yara Burkhalter  | SC Zweisimmen      | 31:28,4 | 1+0+1+2      |